# Луиза Амелия Баденская
Принцесса Луиза Амелия Стефания Баденская (нем. Luise Amelie Stephanie von Baden; 5 июня 1811 — 19 июля 1854) — принцесса Баденская, дочь великого герцога баденского Карла и Стефании де Богарне. В браке — принцесса Ваза, супруга кронпринца Густава.

## Биография
Луиза Амелия родилась 5 июня 1811 года. Она была первенцем в семье великого герцога Бадена Карла Людвига Фридриха и его жены Стефании де Богарне. Её отец в 1805 году был помолвлен с Августой Баварской, когда император Наполеон I решил женить на ней своего пасынка Евгения де Богарне. Карлу Людвигу он предложил взамен в качестве невесты троюродную сестру Евгения — Стефанию. Их свадьба состоялась в апреле 1806 года.
Луиза Амелия родилась после четырёх лет брака Карла и Стефании. Через шесть дней после её рождения Карл Людвиг стал великим герцогом Баденским. Через пятнадцать месяцев у неё появился младший брат. По официальной версии, он умер вскоре после рождения. Некоторые криминалисты и народные слухи свидетельствуют, что он впоследствии стал известен как Каспар Хаузер. Через семь лет у Луизы Амелии появились две младшие сестры Жозефина и Мария, а также ещё один брат, которого нарекли Александром. Будучи абсолютно здоровым мальчиком, он также загадочно умер через год после рождения.
9 ноября 1830 года 19-летняя Луиза Амелия вышла замуж за своего двоюродного брата кронпринца шведского Густава, которому в этот день исполнился 31 год. Он был сыном свергнутого короля Густава IV Адольфа. Риксдаг Швеции в 1809 году лишил прав на престол всех его потомков, поэтому Густав носил титул принца Ваза (хотя некоторыми он рассматривался как потенциальный наследник трона).
Супруги жили во дворце Шёнбрунн в Вене.
У Луизы и Густава родилось двое детей. Единственный сын умер вскоре после рождения.
- Людвиг (3 — 17 февраля 1832) — принц Ваза, умер младенцем.
- Карола (1833—1907) — принцесса Ваза, замужем за королём Саксонии Альбертом, детей не имела.

Брак был заключен по политическим мотивам и оказался несчастливым. В 1844 году было объявлено о разводе.
Луиза Амелия умерла 19 июля 1854 года в Карлсруэ, через год после бракосочетания дочери с принцем Альбертом Саксонским.